# Nomwin
Nomwin è un atollo delle Isole Caroline. Amministrativamente è una municipalità del Distretto Oksoritod, di Chuuk, uno degli Stati Federati di Micronesia. 
Ha una superficie di 2 km² e 681 abitanti (Census 2008).